# Lit Killah
Mauro Román Monzón (González Catán, 4 de octubre de 1999), conocido artísticamente como Lit Killah, es un cantante, compositor y streamer argentino.

## Biografía
Nació el 4 de octubre de 1999, en González Catán, Partido de La Matanza, Argentina. Creció en el seno  de una familia humilde, de clase media. Su padre era trabajador en un frigorífico y su madre cuidadora de niños con discapacidad. Desde chico fue admirador de los géneros rap y hip hop, y de sus exponentes, como Eminem y 50 cent.
En su adolescencia se interesó por el rap y el Freestyle viendo diversos videos de estos encuentros en Internet. Algunos años después, a la edad de 16 años, comenzó a frecuentar plazas locales cercanas donde se celebraban estos eventos. Posteriormente, en 2016, decidió participar en la competencia de freestyle El Quinto Escalón donde en aquel tiempo también se encontraban artistas como Paulo Londra o Duki.
En su batalla más célebre declara: "Dice brisa, pero vos estás limpiando los parabrisas mientras que la Brisa para cuando me escucha rapear".

## Nombre artístico
Monzón eligió su nombre artístico Lit Killah casi aleatoriamente al idearlo basándose en una búsqueda por Google. "Lit" en inglés significa "encender", pero también son aplicables las traducciones "prender" o "iluminar", por otra parte "Killah" es solo una palabra para darle estilo a su nombre, según declaró. En una entrevista afirma que su intención a la hora de escoger su nombre era que el mismo no fuera "tecniqueable" (es decir, que no pudiesen hacer juegos de palabras con su nombre) por sus rivales en las batallas de freestyle.
También, entre los fanes, se le han dado diferentes apodos, como "Dam Sin Pila", "Ametralladora" y "Modo Tomate", estos últimos por la rapidez al improvisar, sobre todo cuando no toma suficiente aire y su cara se pone rojiza por el esfuerzo.

## Carrera comofreestyler
Monzón fue partícipe de la competencia de plaza de Argentina: El Quinto Escalón. Allí estuvo por primera vez en abril de 2016. Sin embargo, fue en El Campito Free, competencia de plaza en Ramos Mejía, donde su nombre saltó rápidamente a la fama. En agosto de ese año se coronó como el ganador de ese evento y fue en la batalla contra Duki, por semifinales, lo que hizo que su talento se haga viral en todas las redes sociales. En lo que fue un batallón, en el 4×4 final, una rima de Lit Killah haciendo un juego de palabras con “parabrisas” lo catalogó a la fama.
Desde allí, su nombre como freestyler se fue enalteciendo. Participó activamente de El Quinto Escalón y de distintas competencias nacionales. Se destacó por su doble tempo, pero sobre todo por la capacidad de rimar a una velocidad alta, haciéndolo con coherencia, jugando a estructurar las palabras y rematando con un punchline certero. Si bien siempre tuvo nivel, el freestyler nunca se consagró en plaza en El Quinto Escalón. Fue recién cuando la competencia pasó a escenario donde él pudo coronarse como campeón. Por la fecha 6 del torneo en 2017, llegó a la final y le ganó a Replik. Una semana después, por la fecha 7, volvió a repetir la hazaña ganándole en la final a Dani. Ya para finales de ese año, estaba en Lit Killah la idea de muchos freestylers en ese momento: dejar las batallas para dedicarse a la música. Y fue a principios de año de 2018, donde él se mostró batallando por última vez: fue en una gira por España que hizo con Ecko, donde se enfrentaron en dupla BTA y Zasko vs. Blon y Force.
En julio de 2019, el rapero regresó a las competencias de freestyle pero está vez desarrollando el rol de jurado en "Ghetto Dreams League" de España, junto a Dani Ribba. En noviembre de ese mismo año, el cantante confirmó su participación en el mismo evento. En la edición de Perú en octavos le ganarían a Valles-T y BTA dejando buenas rimas con doble tempo. En cuartos perderían contra Walls y Force, en una batalla un tanto regular. Luego estarían en la edición de Argentina, perdiendo contra Stuart y Jaze.En 2020 regresó a competir en la God Level de nuevo, pero se cambiaria de compañero, teniendo a Mecha en vez de Zasko. En la edición 2vs2 en Chile perderían contra Lancer Lirical y Letra.

## Carrera musical

### 2017-2018: Inicios y primeros sencillos
En octubre de 2017, y coincidiendo con su cumpleaños, publicó su primer sencillo titulado «De$troy», una producción fiel a su estilo demostrado en sus encuentros previos en las batallas de freestyle. En noviembre de ese mismo año, con 17 años, firmó contrato con la discográfica Warner Music Argentina.
El 21 de enero de 2018, presentó su segundo sencillo de nombre «Apaga el celular», una canción de subgénero trap, cuya letra refleja el arrepentimiento y tristeza de quien no supo apreciar el amor de su pareja. En junio publicó una nueva canción, titulada «Bufón». En agosto lanzó una nueva canción, «Si te vas», producida por Dj Tao, que transita por el future trap junto a una base de música electrónica. En noviembre de ese mismo año, publicó una nueva canción y video titulado «Tan bien», en colaboración con la cantante uruguaya Agus Padilla. En diciembre, participó de la tercera session del productor argentino Bizarrap, «Lit Killah: Bzrp Freestyle Sessions, Vol. 3».

### 2019-2020: Nueva música y colaboraciones
El 18 de enero de 2019, participó del sencillo «Bendito» del rapero mexicano Hadrian, en el cual también figura como invitado el productor brasileño Papatinho. Al mes siguiente, colabora con FMK en su nuevo sencillo «Parte de mí». La canción producida por Big One combina elementos del R&B y el trap. El videoclip retrata por un lado una juntada de amigos después de una noche de fiesta y, por otro lado, una situación abstracta de un amor perdido. Este sencillo fue certificado oro por Cámara Argentina de Productores de Fonogramas y Videogramas. En abril lanzó «Eclipse», una canción de desamor donde se lamenta y le pide perdón a una mujer por no valorarla. El mismo fue presentado en el planetario Galileo Galilei, en dónde se presentó interpretando éste y otros temas de su repertorio.
En junio se unió a los artistas JD Pantoja, Dayme & El High y Rauw Alejandro en el lanzamiento del sencillo «Aroma», y en julio, participó del remix de «Sedúceme» del cantante Guelo Star, junto a Rafa Pabön y Lyanno con Juanka, Brray, Anonimus, Dylan Fuentes, KRh, Neo Pistea y Kodeina. En agosto el rapero publicó «Amor ciego», compuesto en Medellín junto a Cheztom. En octubre lanzó «Samurái», en colaboración con el rapero y freestyler venezolano Big Soto, acompaña de un videoclip dónde cuenta una historia que mezcla el skate, lo urbano y la cultura japonesa, incluyendo las artes marciales, la lucha de sumo y las armaduras samurái.
En febrero de 2020, presentó con un video en YouTube un nuevo tema, «Wake me». El 28 del mismo mes, se unió con EZ El Ezeta y Ñejo en el lanzamiento de «Flow miami». En marzo presentó «Te sigo», canción en la que participa el cantante Randy. En junio lanzó «Flexin», una canción producida por el productor argentino Bizarrap. La canción fue certificada como disco de platino en Argentina y oro en México. En septiembre, presentó «Se terminó» en colaboración con Kodigo. En octubre se unió al lanzamiento del tema «Cerca de ti (Remix)», originalmente de Tiago PZK y Rusherking, junto a Bhavi, Tobi y Seven Kayne.

### 2021-2022:MAWZy SnipeZ
En febrero de 2021, publicó «Change», tema que marca un estilo "rapper" y en su letra habla de los cambios que vivió  desde su pasado más humilde hasta llegar a posicionarse en la industria de la música, y mejorar la vida de su familia. Al mes siguiente, colaboró con Rusherking, Khea, Duki, Tiago PZK y María Becerra en el sencillo «Además de mí (Remix)». La canción alcanzó el primer puesto en Argentina Hot 100 de Billboard y fue certificada platino en el país. En mayo participó del lanzamiento de «Yo se que tú», canción de FMK interpretada junto a Tiago PZK y Rusherking, tema que fusiona sonidos de trap y reggeatón. En junio lanzó «California», el segundo sencillo de su álbum debut, producido por Oniria. Al mes siguiente, se asoció con Tiago PZK en el sencillo «Entre nosotros». La canción alcanzó la cima de Argentina Hot 100 de Billboard y fue el segundo primer puesto del cantante en la lista. Participó del tema «Nat geo (Remix)», originalmente de Falke 912, junto a Bhavi.
El 19 de agosto de 2021, lanzó su primer álbum MAWZ, y dos horas después de la presentación del mismo publicó el tercer single, «Dejame tranki», en el que participa el cantante argentino Khea.
A principios 2022 lanzó «La trampa es ley», una canción de género urbano, en gran parte inspirada por la canción La ley y la trampa del artista argentino Chaqueño Palavecino, dicha canción ha sido un éxito entre los fanáticos de la música urbana. En abril de este mismo año, el artista sorprendía con una nueva canción del género urbano latino, colaborando con L-Gante y De la Ghetto, llamada «KU'». El mismo mes, sorpresivamente aparece junto a KSHMR y Divine en el tema «Lion Heart», siendo una de sus colaboraciones más inesperadas. En Mayo Lit Killah colabora con el rapero estadounidense Lil Mosey sacando el tema Bipolar. Tiempo después, durante el mes de junio, anuncia una gira internacional presentando el Mawz Tour que recorrerá países como Perú, Chile, México, España y finalmente culminará en Buenos Aires.En agosto se estrenó "La Tormenta" un tema hard rock y más tarde junto a Los Palmeras con la versión cumbia y trap, "Killer Bombón" (El Bombón Asesino). El 27 de octubre, saca su 2.º álbum "SnipeZ" que contó con un total de 13 canciones y MAN$ION como su tema principal.

## Discografía

### Álbumes de estudio
- 2021: MAWZ
- 2022: SnipeZ
- 2024: Kustom

## Giras

### Como artista principal
- MAWZ Tour (2021)
- SnipeZ tour (2022)
- Kustom tour (2025)

## Televisión
| Año  | Título | Papel  | Ref(s) |
| ---- | ------ | ------ | ------ |
| 2024 | Feat   | Jurado | [ 41 ] |

## Premios y nominaciones
| Premio                   | Año  | Categoría                          | Trabajo nominado                                                                          | Resultado | Ref.          |
| ------------------------ | ---- | ---------------------------------- | ----------------------------------------------------------------------------------------- | --------- | ------------- |
| Coscu Army Awards        | 2020 | Premio a la adaptación             | Lit Killah                                                                                | Ganador   | [ 42 ]        |
| Coscu Army Awards        | 2021 | Mejor roleplayer                   | Lit Killah                                                                                | Nominado  | [ 43 ]        |
| LOS40 Music Awards       | 2023 | Mejor colaboración urbana          | «Los del Espacio» (con Duki, Emilia, Tiago PZK, FMK, Rusherking, María Becerra y Big One) | Nominado  | [ 44 ]        |
| LOS40 Music Awards       | 2024 | Fenómeno del año                   | Lit Killah                                                                                | Ganador   | [ 45 ]        |
| Premios Carlos Gardel    | 2022 | Canción del año                    | «Entre nosotros» (con Tiago PZK)                                                          | Nominado  | [ 46 ]        |
| Premios Carlos Gardel    | 2022 | Mejor álbum urbano                 | MAWZ                                                                                      | Nominado  | [ 46 ]        |
| Premios Carlos Gardel    | 2022 | Mejor colaboración urbana          | «Yo sé que tú» (con FMK, Tiago PZK y Rusherking)                                          | Nominado  | [ 46 ]        |
| Premios Carlos Gardel    | 2023 | Mejor colaboración urbana          | «Entre nosotros (remix)» (con Tiago PZK, María Becerra y Nicki Nicole)                    | Nominado  | [ 47 ]        |
| Premios Carlos Gardel    | 2024 | Canción del año                    | «Los del Espacio» (con Duki, Emilia, Tiago PZK, FMK, Rusherking, María Becerra y Big One) | Nominado  | [ 48 ] [ 49 ] |
| Premios Carlos Gardel    | 2024 | Grabación del año                  | «Los del Espacio» (con Duki, Emilia, Tiago PZK, FMK, Rusherking, María Becerra y Big One) | Nominado  | [ 48 ] [ 49 ] |
| Premios Carlos Gardel    | 2024 | Mejor canción urbana               | «Los del Espacio» (con Duki, Emilia, Tiago PZK, FMK, Rusherking, María Becerra y Big One) | Nominado  | [ 48 ] [ 49 ] |
| Premios Carlos Gardel    | 2024 | Mejor colaboración urbana          | «Los del Espacio» (con Duki, Emilia, Tiago PZK, FMK, Rusherking, María Becerra y Big One) | Ganador   | [ 48 ] [ 49 ] |
| Premios Esland           | 2023 | Canción del año                    | «La trampa es ley»                                                                        | Nominado  | [ 50 ]        |
| Premios Heat Latin Music | 2022 | Mejor video                        | «Entre nosotros (remix)» (con Tiago PZK, María Becerra y Nicki Nicole)                    | Ganador   | [ 51 ]        |
| Premios Heat Latin Music | 2023 | Mejor artista región sur           | Lit Killah                                                                                | Nominado  | [ 52 ] [ 53 ] |
| Premios Heat Latin Music | 2023 | Mejor artista revelación           | Lit Killah                                                                                | Ganador   | [ 52 ] [ 53 ] |
| Premios Heat Latin Music | 2024 | Mejor artista región sur           | Lit Killah                                                                                | Nominado  | [ 54 ]        |
| Premios Heat Latin Music | 2024 | Mejor colaboración                 | «Los del Espacio» (con Duki, Emilia, Tiago PZK, FMK, Rusherking, María Becerra y Big One) | Nominado  | [ 54 ]        |
| Premios Heat Latin Music | 2025 | Mejor artista región sur           | Lit Killah                                                                                | Nominado  | [ 55 ]        |
| Premios Ídolo            | 2024 | Canción más viral                  | «Los del Espacio» (con Duki, Emilia, Tiago PZK, FMK, Rusherking, María Becerra y Big One) | Nominado  | [ 56 ]        |
| Premios Juventud         | 2022 | La nueva generación masculina      | Lit Killah                                                                                | Nominado  | [ 57 ]        |
| Premios Lo Nuestro       | 2023 | Artista revelación masculino       | Lit Killah                                                                                | Nominado  | [ 58 ]        |
| Premios Lo Nuestro       | 2023 | Remix del año                      | «Entre nosotros (remix)» (con Tiago PZK, María Becerra y Nicki Nicole)                    | Nominado  | [ 58 ]        |
| Premios MTV Miaw         | 2023 | Junte del año                      | «Los del Espacio» (con Duki, Emilia, Tiago PZK, FMK, Rusherking, María Becerra y Big One) | Ganador   | [ 59 ]        |
| Premios Musa             | 2023 | Colaboración internacional del año | «Los del Espacio» (con Duki, Emilia, Tiago PZK, FMK, Rusherking, María Becerra y Big One) | Nominado  | [ 60 ]        |
| Premios Quiero           | 2019 | Mejor encuentro extraordinario     | «Tan bien» (con Agus Padilla)                                                             | Nominado  | [ 61 ]        |
| Premios Quiero           | 2020 | Mejor video rap / trap / hip hop   | «Flexin'» (con Bizarrap)                                                                  | Nominado  | [ 62 ]        |
| Premios Quiero           | 2021 | Mejor video rap / trap / hip hop   | «Entre nosotros» (con Tiago PZK)                                                          | Nominado  | [ 63 ]        |
| Premios Quiero           | 2021 | Mejor video rap / trap / hip hop   | «Además de mí (remix)» (con Tiago PZK, Rusherking, Duki, Khea y María Becerra)            | Ganador   | [ 63 ]        |
| Premios Quiero           | 2022 | Mejor video rap / trap / hip hop   | «La trampa es ley»                                                                        | Nominado  | [ 64 ]        |
| Premios Quiero           | 2022 | Mejor video rap / trap / hip hop   | «Entre nosotros (Remix)» (con Tiago PZK, María Becerra y Nicki Nicole)                    | Nominado  | [ 64 ]        |
| Premios Quiero           | 2022 | Mejor músico influencer            | Lit Killah                                                                                | Nominado  | [ 64 ]        |
| Premios Quiero           | 2023 | Mejor video del año                | «Los del Espacio» (con Duki, Emilia, Tiago PZK, FMK, Rusherking, María Becerra y Big One) | Nominado  | [ 65 ] [ 66 ] |
| Premios Quiero           | 2023 | Mejor video urbano                 | «Los del Espacio» (con Duki, Emilia, Tiago PZK, FMK, Rusherking, María Becerra y Big One) | Ganador   | [ 65 ] [ 66 ] |
| Premios Quiero           | 2024 | Mejor video trap / rap / hiphop    | «Carta de despedida» (con Milo J)                                                         | Ganador   | [ 67 ]        |
| Premios Tu Música Urbano | 2022 | Video del año - Nuevo artista      | «Entre nosotros (remix)» (con Tiago PZK, María Becerra y Nicki Nicole)                    | Ganador   | [ 68 ]        |
| Premios Tu Música Urbano | 2022 | Artista nuevo masculino            | Lit Killah                                                                                | Ganador   | [ 68 ]        |
| Video Prisma Awards      | 2023 | Video favorito                     | «Los del Espacio» (con Duki, Emilia, Tiago PZK, FMK, Rusherking, María Becerra y Big One) | Nominado  | [ 69 ]        |
| Video Prisma Awards      | 2023 | Video urbano                       | «Luxxx» (con Tiago PZK y Big One)                                                         | Nominado  | [ 69 ]        |
| Video Prisma Awards      | 2024 | Posproducción                      | «Carta de despedida» (con Milo J)                                                         | Nominado  | [ 70 ]        |